# Bertha Becker
Bertha Koiffmann Becker (Río de Janeiro, 7 de noviembre de 1930 - ibídem, 13 de julio de 2013) fue una geógrafa, escritora y  profesora brasileña. Era licenciada en geografía y en historia por la antigua Universidad de Brasil (1952), y doctorada en Geografía por la Universidad Federal de Río de Janeiro (1970). Realizó estudios de postdoctorado en el "Departemento de Estudios Urbanos y Planeamiento" del Instituto Tecnológico de Massachusetts (1986).
Fue profesora emérita de la Universidad Federal de Río de Janeiro, y coordinadora del Laboratorio de Gestión del Territorio - LAGET/UFRJ.

## Honores
- Miembro de la Academia Brasileña de Ciencias.
- Doctora honoris causa por la Universidad de Lyon III.

### Galardones
- Medalla David Livingstone Centenary de la Sociedad Goegráfica Estadounidense.
- Medalla Carlos Chagas Filho de Mérito Científico de la FAPERJ.

Fue consultora "ad hoc" de varias instituciones científicas y miembro de consejos editoriales de editoras nacionales e internacionales. Coordinó diversos proyectos de investigación y participó de la elaboración de políticas públicas en los Ministerios de Ciencia y Tecnología, de Integración Nacional y de Ambiente. Sus principales investigaciones tuvieron foco en la Geografía Política de la Amazonia y del Brasil. Consideraba que el modelo de desarrollo para la Amazonia exigía una revolución científica de manera de permitir un aprovechamiento sustentado de los recursos naturales disponibles.

## Algunas publicaciones
- Dimensões Humanas da Biodiversidade – O Desafio de Novas Relações Sociais. Con Irene Garay
- Migrações internas no Brasil - Reflexo da Org. do Espaço Desequilbrada
- Tecnologia e gestão do território. Bertha Becker et al.
- Amazônia. Geopolítica na virada do III Milênio. 2004, Garamound, 172 pp. Rio de Janeiro[2]
- Um Futuro para Amazônia. Con Claudio Stenner
- Dilemas E Desafios Do Desenvolvimento Sustentável. Con Ignacy Sachs y Cristovam Buarque
- Geopolítica da Amazônia, São Paulo: Garamond: 2006